# Chester-le-Street
Chester-le-Street è una località di 24 227 abitanti della contea di Durham, in Inghilterra.